# Solonaima baylissa
Solonaima baylissa är en insektsart som beskrevs av Hoch och Francis Gard Howarth 1989. Solonaima baylissa ingår i släktet Solonaima och familjen kilstritar. Inga underarter finns listade i Catalogue of Life.